# صليب مسيحي

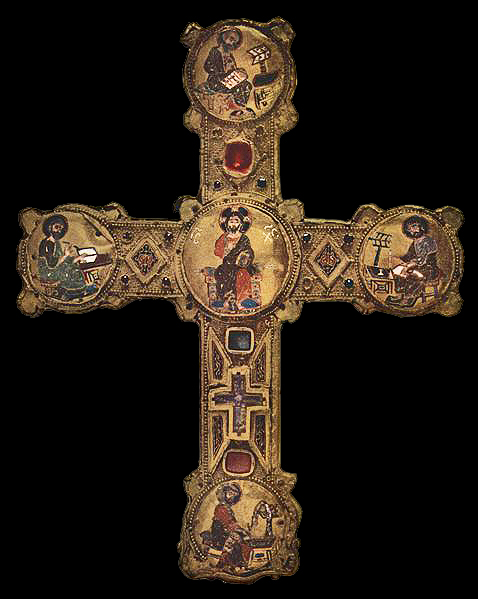
صليب مسيحي مزخرف.

الصليب المسيحي هو أبرز وأكثر رموز الديانة المسيحية شهرًة. والذي يشير لعمل يسوع الفدائي وفقًا للعقائد المسيحية؛1كو 1:18] الأشكال الأساسية للصليب هو الصليب اللاتيني (✝)، والصليب اليوناني (✚)، مع العديد من الأشكال المتنوعة المستخدمة في شعارات النبالة وفي مختلف التقاليد الثقافية المسيحية.
تضفي المسيحية هالة من القدسية على عدد من الرموز كالصليب استنادًا إلى ما ورد في الرسالة الأولى إلى كورنثس 18/1 و الرسالة الأولى إلى كورنثس 22/1 إضافة إلى الرسالة إلى غلاطية 1/3، وقد وردت كلمة صليب في العهد الجديد 27 مرة في حين ورد فعل الصلب 46 مرة؛ تعتبر اللبرومة أيضًا من الرموز المسيحية المقدسة وكان الإمبراطور قسطنطين العظيم أول من قام بادخالها تحت شعار ”بهذه العلامة تنتصر“، قبل ذلك كان هناك أيضًا سمكة المسيح استخدمتها الأجيال الأولى للدلالة بشكل سري على اسم يسوع خوفًا من الاضطهادات الوثنية، يعد رمز الألف والياء من الرموز المسيحية المقدسة في الإشارة إلى يسوع استنادًا إلى ما ورد في رؤيا يوحنا 8/2.

## تاريخ
يقول المؤرخ ويل ديورانت مؤلف سلسلة قصة الحضارة، نقلاً عن الخطيب الروماني شيشرون أن الصلب يعد أقسى طرق الموت الرومانية وأكثرها ابتكارًا، فبعد أن يجلد المحكوم عليه يتحول إلى كتلة لحم متوهجة ثم يثبت على الصليب بمسامير في اليدين والرجلين ويترك على هذه الحالة حتى يموت؛ وربما تعّفن جسده أو قامت الحشرات والطيور بالاستيطان به، وقد كان الجنود عادة يقومون بتقديم الخل للمحكومين، وهو نوع خمر رخيص، حتى يسكر المحكوم فيخفف ذلك من آلامه، هذا ما يتفق مع الأناجيل الأربعة التي تذكر أنه عندما قُدم الخل ليسوع، رفض أن يشربه، وذلك لأنه أراد أن يتحمل الألم، فوفق العقائد المسيحية، بآلامه رفع يسوع خطايا العالم.
وقد اهتم الكتاب المقدس كثيراً بالصليب فوردت كلمة الصليب 28 مرة في العهد الجديد، وورد فعل الصلب 46 مرة.

## طريقة الصلب

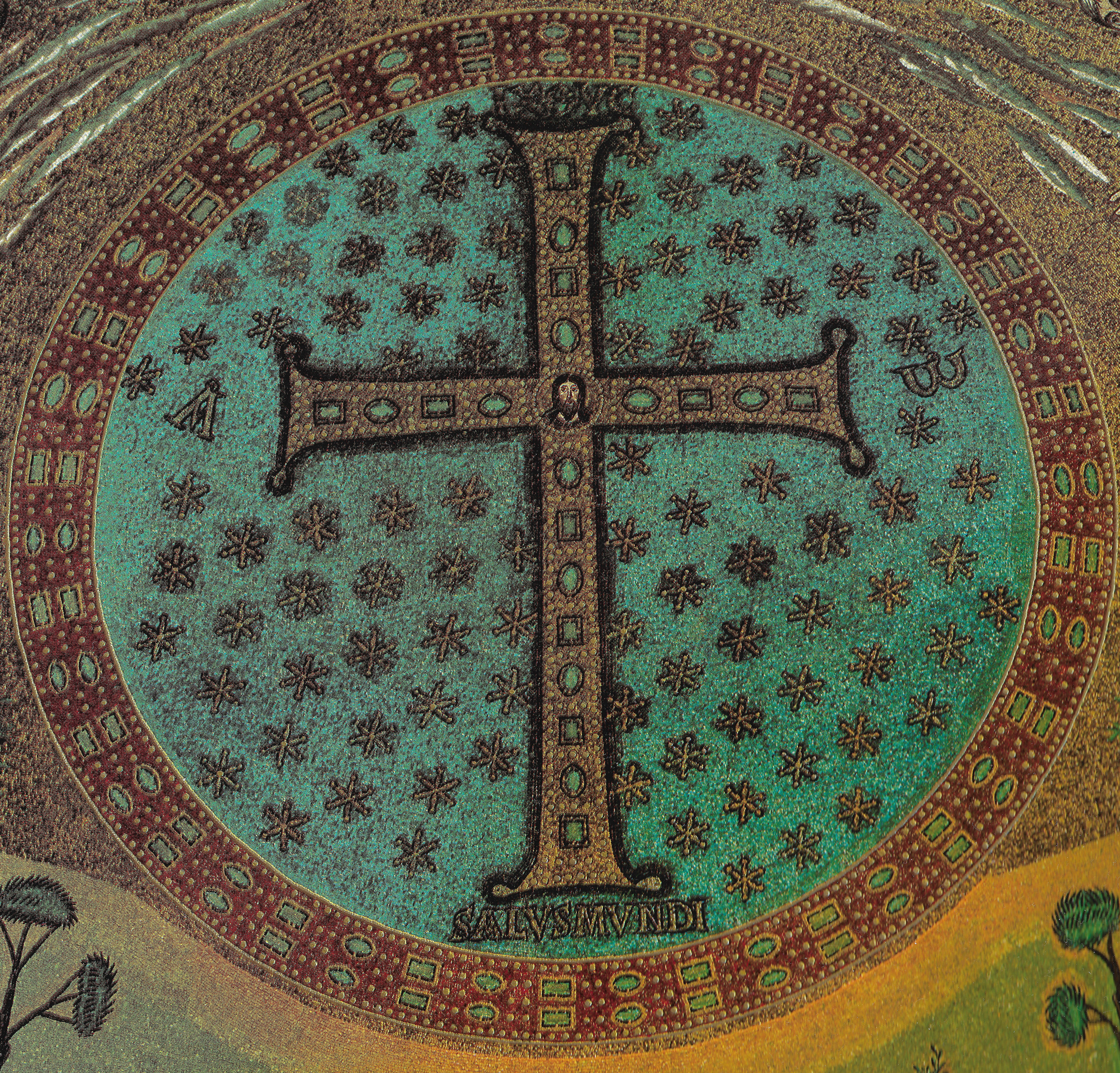
صليب من الفسيفساء في كنيسة القديس فيتالي

يمكننا أن نتعرف عليها عن طريق الاكتشافات الأثرية فقد كشف فريق من الأثريين صيف 1968 عن أربعة قبور يهودية في «رأس المصارف» بالقرب من القدس، وكان أحدها يحتوي على صندوق به هيكل عظمي لشاب توفي مصلوبا ويرجع تاريخه إلى ما بين 7، 66 ميلادي. كما تدل عليه الأواني الفخارية من عصر الهيرودسيين التي وجدت في القبر ومنقوش على الصندوق اسم «يوحانان». وقد أُجريت أبحاث دقيقة عن أسباب وطبيعة موته، مما قد يلقي بعض الضوء على كيفية صلب يسوع المسيح.
كان ذراعا الرجل مسمرتين إلى خشبة الصليب. والأرجح أن ثقل الجسم كان يرتكز عند العجز على قطعة من الخشب بارزة مثبتة إلى قائم الصليب. وكانت الساقين منحنيتين عند الركبتين إلى الخلف، والكاحلان مثبتين بمسمار واحد إلى قائم الصليب. وقد ثبت من شظية وجدت من بقايا الصليب، أنه كان مصنوعاً من خشب الزيتون. وكانت الساقين مكسورتين بضربة عنيفة مثلما حدث مع اللصين الذين صلبا مع يسوع (يو 19: 32).
ويبدو أن طريقة الصلب كانت تختلف من منطقة إلى أخرى في الإمبراطورية الرومانية الواسعة. ويبدو أن العملية كانت من القسوة والفظاعة حتى استنكف كُتَّاب ذلك العصر من إعطاء وصف تفصيلي لها، فكانت تعتبر من أقصى وأبشع وسائل العقاب.

## عيد الصليب
يُحتفل بعيد الصليب أو عيد رفع الصليب كل عام في 14 سبتمبر أيلول في الكنيسة الغربية والكنيسة الأرثوذكسية والحبشية تحتفلان به يومي 17 توت و10 برمهات بالتقويم القبطي، الأول عيد اكتشاف خشبة الصليب والثاني عيد تكريس أول كنيسة باسم الصليب بأورشليم.

### تاريخ

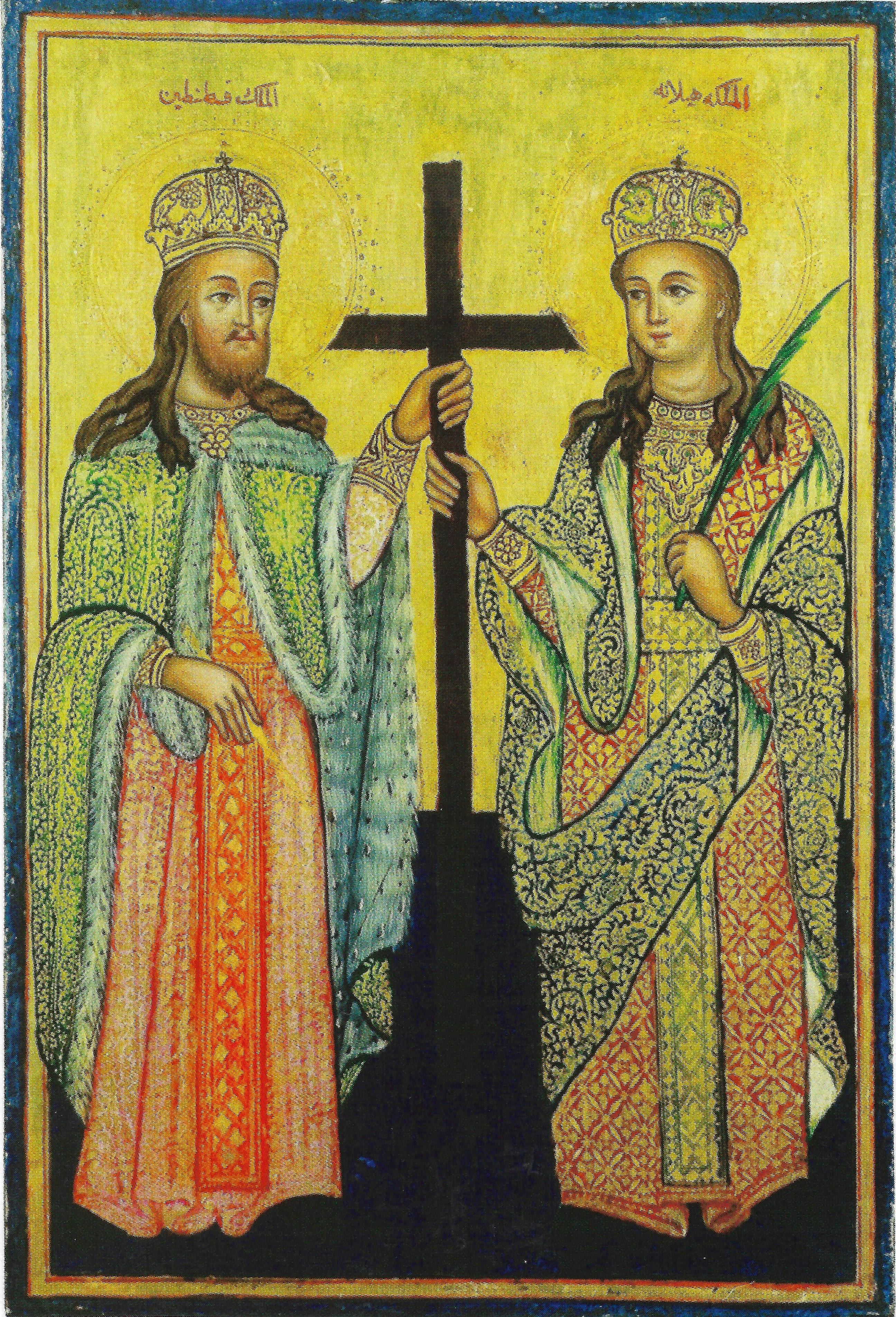
أيقونة مسيحية تظهر فيها هيلانة وقسطنطنين ومعهما صليب يسوع.

يعود أصل هذا العيد إلى مطلع القرن الخامس عندما زارت هيلانة والدة الإمبراطور قسطنطين فلسطين، كانت أم الإمبراطور امرأة مؤمنة تدفعها عبادتها النابعة من عمق إيمانها بيسوع المسيح، وحسب النصوص المسيحية فإنها ذهبت إلى القدس لتبحث هناك عن الأماكن التي زارها المسيح أثناء حياته ورغبتها في الحصول على خشبة الصليب وسائر الآلات التي استخدمت في آلامه. ففتشت في المكان الذي دفنها فيه المسيحيون أثناء الاضطهادات، فوجدت ثلاثة صلبان ووجدت الكتابة والمسامير على حدة، فاحتارت في ايهما يكون صليب الفداء،
وقد أرسلت هيلانة قسماً من الصليب والمسامير إلى قسطنطين وأبقت القسم الباقي في القدس حيث بنت كنيسة القيامة مكان قبر المسيح على نفقتها الخاصة وأرسلت القسم الثالث إلى البابا في روما. ثم زارت بيت لحم مهد المسيح وبنت هناك أيضاً كنيسة ما زالت قائمة حتى الآن. أما الإمبراطور فقد أصدر مرسوماً ملكياً يحرم فيه استعمال الصليب ألة للتعذيب أو تنفيذ حكم الموت.
ويموت المصلوب أخيراً

## فتح القدس
في عام 616 أنقضت على كنائس فلسطين هجمة شديدة بقيادة الملك كسرى أحد ملوك الفرس، ففتح القدس ودمر ونهب الكثير من المدن الفلسطينية وغنم الغنائم بما فيها خشبة الصليب المعروضة في كنيسة القيامة التي أبقتها هيلانة.
ولما أعتلى ملك الروم كرسي الملك في القسطنطينية سعى إلى الصلح مع الملك كسرى لكن الأخير لم يرض ان يعقد صلحاً مع هرقل مهما تساهل في الشروط.
هاجم هرقل جيوش الفرس بجيش جبار وهزمها الواحد بعد الآخر وفر كسرى طالباً النجاة فقتله ابنه شيروه وأسرع الأخير في مفاوضة هرقل، وكان أول شرط في عقد الصلح استرجاع خشبة الصليب والتي كانت في حوزة الفرس لآكثر من ستة عشر سنة، فتسلمها هرقل وجاء بها إلى القدس ليردها إلى مكانها عام 629.

### دخول الجلجلة
طبقًا لاعتقاد المسيحيين: دخل هرقل المدينة حاملاً خشبة الصليب على منكبه لابسًا التاج والأرجوان ولكنه لما دنا من الجلجلة وحاول التقدم شعر بمانع غير منظور يمنعه من السير، فتعجب هو وموكبه وسألوا البطريرك زكريا فقال: انظر أيها الملك هل يليق بأن تحمل صليب الفداء وأنت تتفاخر بالألبسة الملكية الفاخرة، حيث حمله الفادي الألهي بالتواضع والهوان تحت سياط وسيطرة الجنود في طريق الآلام، فخلع الملك التاج والأرجوان وحتى الحذاء وأرتدي لباسًا رثًا وواصل المسير بالصليب المقدس إلى الجلجلة ووضعه هناك.

### عادات وتقاليد احتفالية
ولهذا العيد طقوس خاصة ومنها اشعال النار. قصة اشعال النار كما يسردها الكثيرين هي: انه عند اكتشاف صليب المسيح أراد القيمون في القدس ايصال الخبر المفرح إلى الملكة هيلانة في القسطنطينية، فكانت أفضل وسيلة هي إشعال النار على رؤوس وقمم الجبال. فكانت كل المنطقة ترى النار مشتعلة تقوم بإشعال النار في منطقتها إلى أن وصل الخبر إلى الملكة هيلانة. فمن هنا جاء هذا التقليد الذي ما زال قائما حتى يومنا هذا في كافة المناطق المأهولة بالمسيحين.